# 聖費爾南多區
5°54′06″S 77°16′32″W / 5.9016°S 77.2755°W
聖費南多區（西班牙語：Distrito de San Fernando），是秘魯的一個區，位於該國中北部聖馬丁大區的里奧哈省，始建於1984年12月26日，面積63.5平方公里，海拔高度825米，2005年人口4,127，人口密度每平方公里65人。